# Jesús Poll
Jesús Poll (* 6. Januar 1965 in Aragua) ist ein ehemaliger venezolanischer Boxer.

## Karriere

### Amateur
1981 gewann Poll als 16-Jähriger bei den Südamerikameisterschaften in Bogotá die Silbermedaille im Halbfliegengewicht (-48 kg). Im Jahr darauf nahm er im Fliegengewicht (-51 kg) an den Weltmeisterschaften in München teil. Er erreichte überraschend das Halbfinale, welches er gegen den späteren Weltmeister Juri Alexandrow mit 5:0 Punktrichterstimmen verlor und damit die Bronzemedaille gewann. Noch im selben Jahr gewann Poll die Südamerikaspiele in Rosario und im Jahr darauf wurde er Südamerikameister in Guayaquil. Ebenfalls 1983 startete Poll bei den Panamerikanischen Spielen und erkämpfte sich die Bronzemedaille. 1984 boykottierte Venezuela die Olympischen Spiele in Havanna und so konnte Poll nur an den Ersatzweise stattfindenden Wettkämpfen der Freundschaft teilnehmen, bei denen er im Bantamgewicht jedoch bereits im Viertelfinale gegen Klaus-Dieter Kirchstein, DDR (5:0), ausschied.

### Profi
1985 wurde Poll Profi. Seine ersten Kämpfe bestritt er noch in Venezuela ab 1987 zog er dann aber in die USA. Dort gewann er in seinem 15. Kampf die kalifornische Staatsmeisterschaft im Federgewicht. In seinem 19. Kampf schlug er 1988 den späteren WBA- und WBO-Weltmeister Louie Espinoza und gewann damit den Titel der NABF. Nach einer Titelverteidigung im selben Jahr bekam Poll 1989 die Chance auf den Weltmeistertitel der WBA. In seinem Kampf gegen Juan José Estrada ging er jedoch in der 10. Runde KO. Dies war Polls erste Niederlage. In den folgenden vier Jahren ging Polls Karriere immer weiter bergab. Er wurde zum Aufbaugegner vieler Talente und auch einiger späterer Weltmeister, wie Jesse James Leija, Jesus Salud, Kevin Kelley und Eddie Hopson. 1993 hängte Poll die Boxhandschuhe an den Nagel.
| Personendaten    | Personendaten         |
| ---------------- | --------------------- |
| NAME             | Poll, Jesús           |
| KURZBESCHREIBUNG | venezolanischer Boxer |
| GEBURTSDATUM     | 6. Januar 1965        |
| GEBURTSORT       | Aragua                |